# Luta do Bode
Luta do Bode (Ziegenkampf) war eine brasilianische Kampfkunst aus dem 19. Jahrhundert, die auch unter dem Namen „dança do bode“ (Ziegentanz) geläufig war.
Die Auseinandersetzung zwischen zwei Kämpfern glich dem Kampf zweier Ziegenböcke. Die Kontrahenten durften nur den Kopf einsetzen, um den Gegner anzugreifen und umzuwerfen. Oft musste einer der beiden Rivalen mit schweren Verletzungen das Feld räumen. Beim Angriff auf den Gegner stießen meist Kopf und Kopf zusammen, was sogar zum Tod eines Kämpfers führen konnte.
Luta do Bode hatte einen gewissen Einfluss auf die brasilianische Capoeira-Bewegung.